# Супердійсні числа
В абстрактній алгебрі супердійсні числа — розширення класу дійсних чисел, запроваджене Г. Делзом та У. Вудіном як узагальнення гіпердійсних чисел, переважно для завдань нестандартного аналізу, теорії моделей, а також вивчення банахових алгебр. Множина супердійсних чисел є підмножиною множини сюрреальних чисел.
Супердійсні числа Г. Делза і У.Вудіна вирізняються від супердійсних чисел Д. Толла, які являють собою лексикографічним порядком фракцій формальних степеневих рядів над полем дійсних чисел.

## Формальне означення
Припустімо, що X є цілком регулярними простором, який також називається T3.5 простором, а С (Х)-алгебра неперервних дійсних функцій на X. Припустімо, що P є простим ідеалом в С (Х). Тоді фактор-кільце A = C (X) / P, є, за означенням, реальною алгеброю і може розглядатись як лінійно впорядкована множина. Локалізація кільця F від А є супердійсним полем, якщо F строго містить дійсні числа {\displaystyle \mathbb {R} }, та F не ізоморфне {\displaystyle \mathbb {R} }.
Якщо простий ідеал P є максимальним ідеалом, то F є полем гіпердійсних чисел.